# World Cup of Hockey 1996
Der World Cup of Hockey 1996 war die erste Austragung des gleichnamigen Wettbewerbs. Der Nachfolger des Canada Cups wurde vom 26. August bis zum 14. September 1996 von der nordamerikanischen Profiliga National Hockey League und der Spielergewerkschaft National Hockey League Players’ Association in Zusammenarbeit mit der Internationalen Eishockey-Föderation IIHF ausgetragen.
An der Erstauflage des Wettbewerbs nahmen die acht besten Mannschaften der IIHF-internen Weltrangliste teil. Den Titel sicherten sich die Vereinigten Staaten, die sich in der Finalserie mit 2:1-Siegen gegen Kanada durchsetzte.

## Teilnehmer
Die sechs besten Mannschaften der IIHF-internen Weltrangliste sowie die Slowakei aus sportlichen und Deutschland aus wirtschaftlichen Gründen waren in den North American Pool sowie den European Pool unterteilt.
| 6 aus Europa      | Deutschland                     | Deutschland                     | Finnland                        | Finnland | Russland                      | Russland                      |
| 6 aus Europa      | Schweden (Olympiasieger 1994)   | Schweden (Olympiasieger 1994)   | Slowakei                        | Slowakei | Tschechien (Weltmeister 1996) | Tschechien (Weltmeister 1996) |
| 2 aus Nordamerika | Kanada (Canada-Cup-Sieger 1991) | Kanada (Canada-Cup-Sieger 1991) | Kanada (Canada-Cup-Sieger 1991) | USA      | USA                           | USA                           |

### Pooleinteilung
| European Pool (Garmisch-Partenkirchen, Helsinki, Prag, Stockholm) | North American Pool (Montréal, New York City, Ottawa, Philadelphia, Vancouver) |
| Tschechien                                                        | Kanada                                                                         |
| Schweden                                                          | Russland                                                                       |
| Finnland                                                          | USA                                                                            |
| Deutschland                                                       | Slowakei                                                                       |

## Modus
Die acht Teams wurden in zwei Gruppen à vier Mannschaften unterteilt. Nach den Gruppenspielen der Vorrunde qualifizieren sich die beiden Gruppenersten direkt für das Halbfinale. Die Gruppenzweiten und -dritten bestritten je ein Qualifikationsspiel zur Halbfinalteilnahme, der Vierte schied aus.
In der Finalrunde gab es keine Rückspiele. Der Sieger, der nach dem Regelwerk der National Hockey League ermittelt wurde, zog direkt in die nächste Runde ein. Das Finale wurde im Modus „Best-of-Three“ ausgespielt.

## Austragungsorte
| Garmisch-Partenkirchen              | Helsinki                            | Prag                             | Stockholm                |
| ----------------------------------- | ----------------------------------- | -------------------------------- | ------------------------ |
| Olympia-Eisstadion Kapazität: 6.926 | Helsingin Jäähalli Kapazität: 8.200 | Sportovní hala Kapazität: 14.331 | Globen Kapazität: 13.850 |
|                                     | Helsingin Jäähalli                  | Sportovní hala                   | Globen                   |

| Garmisch-Partenkirchen |

| Helsinki |

| Montreal |

| New York |

| Ottawa |

| Philadelphia |

| Prag |

| Stockholm |

| Vancouver |

| Montreal, Québec                | New York City, New York                 | Ottawa, Ontario                | Philadelphia, Pennsylvania          | Vancouver, British Columbia            |
| ------------------------------- | --------------------------------------- | ------------------------------ | ----------------------------------- | -------------------------------------- |
| Centre Molson Kapazität: 21.273 | Madison Square Garden Kapazität: 18.200 | Corel Centre Kapazität: 19.153 | CoreStates Center Kapazität: 19.537 | General Motors Place Kapazität: 18.422 |
| Centre Molson                   |                                         | Corel Centre                   | CoreStates Center                   | General Motors Place                   |

## Vorrunde

### European Pool
| 26. August 1996 | Schweden N. Lidström (32:09) M. Nylander (36:40) M. Sundin (43:24) U. Dahlén (43:51) N. Sundström (45:24) J. Garpenlöv (49:46) | 6:1 (0:0, 2:0, 4:1) Spielbericht | Deutschland M. MacKay (56:00) | Globen, Stockholm Zuschauer: 13.521 |

| 27. August 1996 | Finnland V. Peltonen (9:35) J. Ylönen (9:56) T. Selänne (10:15) J. Lumme (12:29) J. Ojanen (22:22) C. Ruuttu (44:02) J. Lumme (50:17) | 7:3 (4:1, 1:1, 2:1) Spielbericht | Tschechien R. Bonk (6:02) R. Reichel (31:40) J. Dopita (56:19) | Helsingin Jäähalli, Helsinki Zuschauer: 7.740 |

| 28. August 1996 | Finnland H. Virta (2:10) J. Kurri (5:03) J. Lehtinen (17:15) T. Selänne (30:26) M. Nieminen (34:51) J. Lehtinen (36:05) M. Strömberg (44:20) S. Koivu (46:42) | 8:3 (3:0, 3:2, 2:1) Spielbericht | Deutschland D. Nowak (24:50) R. Pyka (35:56) J. Hecht (50:33) | Helsingin Jäähalli, Helsinki Zuschauer: 5.364 |

| 29. August 1996 | Tschechien | 0:3 (0:1, 0:2, 0:0) Spielbericht | Schweden M. Sundin (10:18) C. Johansson (20:57) J. Bergqvist (33:44) | Sportovní hala, Prag Zuschauer: 13.851 |

| 31. August 1996 | Deutschland M. Lüdemann (2:24) J. Rumrich (5:37) J. Benda (5:58) T. Brandl (12:07) B. Doucet (27:10) J. Benda (53:39) A. Lupzig (57:45) | 7:1 (4:0, 1:0, 2:1) Spielbericht | Tschechien J. Jágr (49:48) | Olympia-Eisstadion, Garmisch-Partenkirchen Zuschauer: 5.000 |

| 1. September 1996 | Schweden N. Sundström (32:28) N. Lidström (33:10) M. Sundin (43:48) P. Forsberg (55:44) M. Sundin (59:31) | 5:2 (0:1, 2:1, 3:0) Spielbericht | Finnland T. Selänne (11:04) M. Nieminen (22:41) | Globen, Stockholm Zuschauer: 13.850 |

| Pl. |             | Sp | S | U | N | Tore  | Punkte |
| --- | ----------- | -- | - | - | - | ----- | ------ |
| 1.  | Schweden    | 3  | 3 | 0 | 0 | 14:03 | 6      |
| 2.  | Finnland    | 3  | 2 | 0 | 1 | 17:11 | 4      |
| 3.  | Deutschland | 3  | 1 | 0 | 2 | 11:15 | 2      |
| 4.  | Tschechien  | 3  | 0 | 0 | 3 | 04:17 | 0      |

### North American Pool
| 29. August 1996 | Kanada V. Damphousse (9:23) É. Desjardins (14:24) B. Shanahan (17:11) J. Sakic (40:52) T. Fleury (59:40) | 5:3 (3:1, 0:2, 2:0) Spielbericht | Russland A. Kowaljow (2:18) W. Malachow (22:57) S. Fjodorow (23:36) | General Motors Place, Vancouver Zuschauer: 18.422 |

| 31. August 1996 | Russland S. Fjodorow (9:37) A. Mogilny (12:14) A. Mogilny (18:31) W. Koslow (32:42) S. Fjodorow (39:58) S. Gontschar (45:28) S. Nemtschinow (55:26) | 7:4 (3:2, 2:1, 2:1) Spielbericht | Slowakei J. Bača (0:43) P. Bondra (11:08) Ž. Pálffy (27:53) Z. Cíger (41:57) | Centre Molson, Montréal Zuschauer: 10.733 |

| 31. August 1996 | USA J. LeClair (5:01) D. Weight (23:37) S. Young (30:48) B. Hull (40:25) B. Hull (59:35) | 5:3 (1:2, 2:0, 2:1) Spielbericht | Kanada W. Gretzky (9:53) M. Messier (18:38) W. Gretzky (58:57) | CoreStates Center, Philadelphia Zuschauer: 19.500 |

| 1. September 1996 | Kanada V. Damphousse (25:49) T. Fleury (42:02) S. Yzerman (56:10) | 3:2 (0:0, 1:2, 2:0) Spielbericht | Slowakei P. Bondra (29:12) Ľ. Kolník (38:22) | Corel Centre, Ottawa Zuschauer: 18.500 |

| 2. September 1996 | USA A. Deadmarsh (0:26) J. LeClair (7:08) K. Tkachuk (24:46) P. LaFontaine (29:32) D. Weight (33:03) | 5:2 (2:0, 3:1, 0:1) Spielbericht | Russland O. Twerdowski (32:33) A. Kowalenko (59:32) | Madison Square Garden, New York Zuschauer: 18.200 |

| 3. September 1996 | USA K. Tkachuk (5:50) D. Weight (7:13) J. LeClair (13:34) K. Tkachuk (30:16) M. Schneider (32:37) K. Tkachuk (38:20) J. Otto (44:29) M. Modano (46:16) M. Modano (52:44) | 9:3 (3:1, 3:1, 3:1) Spielbericht | Slowakei P. Bondra (2:15) S. Ilavský (36:09) Ľ. Rybovič (55:38) | Madison Square Garden, New York Zuschauer: 18.200 |

| Pl. |          | Sp | S | U | N | Tore  | Punkte |
| --- | -------- | -- | - | - | - | ----- | ------ |
| 1.  | USA      | 3  | 3 | 0 | 0 | 19:08 | 6      |
| 2.  | Kanada   | 3  | 2 | 0 | 1 | 11:10 | 4      |
| 3.  | Russland | 3  | 1 | 0 | 2 | 12:14 | 2      |
| 4.  | Slowakei | 3  | 0 | 0 | 3 | 09:19 | 0      |

## Finalrunde
|  | Viertelfinale | Viertelfinale | Viertelfinale |  |  | Halbfinale | Halbfinale | Halbfinale |     |        | Finale | Finale | Finale | Finale | Finale |
|  |               |               |               |  |  |            |            |            |     |        |        |        |        |        |        |
|  |               |               |               |  |  | E1         | Schweden   | 2          |     |        |        |        |        |        |        |
|  | NA2           | Kanada        | 4             |  |  | NA2        | Kanada     | 3          |     |        |        |        |        |        |        |
|  | E3            | Deutschland   | 1             |  |  |            |            |            | NA2 | Kanada | 4      | 2      | 2      |        |        |
|  |               |               |               |  |  |            |            |            |     | NA1    | USA    | 3      | 5      | 5      |        |
|  |               |               |               |  |  | NA1        | USA        | 5          |     |        |        |        |        |        |        |
|  | E2            | Finnland      | 0             |  |  | NA3        | Russland   | 2          |     |        |        |        |        |        |        |
|  | NA3           | Russland      | 5             |  |  |            |            |            |     |        |        |        |        |        |        |

### Viertelfinale
| 5. September 1996 | Kanada W. Gretzky (3:09) B. Shanahan (21:53) T. Linden (36:41) R. Brind’Amour (43:05) | 4:1 (1:0, 2:1, 1:0) Spielbericht | Deutschland P. Draisaitl (28:34) | Centre Molson, Montréal Zuschauer: 13.422 |

| 6. September 1996 | Finnland | 0:5 (0:2, 0:1, 0:2) Spielbericht | Russland A. Kowaljow (6:36) S. Gontschar (15:00) A. Nikolischin (27:36) D. Juschkewitsch (45:40) A. Kowalenko (46:09) | Corel Centre, Ottawa Zuschauer: 15.347 |

### Halbfinale
| 7. September 1996 | Schweden T. Albelin (45:47) M. Nylander (53:33) | 2:3 n. V. (0:1, 0:1, 2:0, 0:0, 0:1) Spielbericht | Kanada E. Lindros (17:59) S. Niedermayer (34:38) T. Fleury (99:47) | CoreStates Center, Philadelphia Zuschauer: 17.227 |

| 8. September 1996 | USA P. LaFontaine (0:26) B. Hull (19:45) T. Amonte (30:01) B. Hull (34:58) M. Schneider (53:57) | 5:2 (2:0, 2:1, 1:1) Spielbericht | Russland S. Beresin (29:06) S. Subow (41:57) | Corel Centre, Ottawa Zuschauer: 18.500 |

### Finale
Das Finale wurde im Modus „Best-of-Three“ ausgespielt.
Nachdem die Kanadier die Auftaktpartie im CoreStates Center von Philadelphia mit 4:3 in der Overtime durch einen Treffer von Steve Yzerman für sich entschieden hatten, wurde die Serie im Centre Molson in Montréal fortgeführt. Dort glichen die US-Amerikaner die Serie durch einen 5:2-Sieg zunächst aus und gewannen auch die entscheidende dritte Partie mit diesem Resultat, um sich den ersten World Cup of Hockey zu sichern. In der dritten Partie lagen die Vereinigten Staaten sieben Minuten vor Beendigung des Schlussabschnitts mit 1:2 im Rückstand, drehten die Partie aber durch vier aufeinander folgende Treffer.
| 10. September 1996 | USA D. Hatcher (22:03) D. Hatcher (33:51) J. LeClair (59:53) | 3:4 n. V. (0:1, 2:1, 1:1, 0:1) Spielbericht Stand: 0:1 | Kanada E. Lindros (16:40) C. Lemieux (39:21) T. Fleury (49:58) S. Yzerman (70:37) | CoreStates Center, Philadelphia Zuschauer: 18.577 |

| 12. September 1996 | Kanada B. Shanahan (9:23) J. Sakic (44:48) | 2:5 (1:1, 0:2, 1:2) Spielbericht Stand: 1:1 | USA J. LeClair (7:06) J. LeClair (21:20) B. Hull (35:24) K. Tkachuk (58:52) S. Young (59:44) | Centre Molson, Montréal Zuschauer: 21.273 |

| 14. September 1996 | Kanada E. Lindros (39:54) A. Foote (52:50) | 2:5 (0:1, 1:0, 1:4) Spielbericht Stand: 1:2 | USA B. Hull (11:18) B. Hull (56:42) T. Amonte (57:25) D. Hatcher (59:18) A. Deadmarsh (59:42) | Centre Molson, Montréal Zuschauer: 21.273 |

## Abschlussplatzierungen
| Pl. | Team        |
| --- | ----------- |
| 1   | USA         |
| 2   | Kanada      |
| 3   | Schweden    |
| 4   | Russland    |
| 5   | Finnland    |
| 6   | Deutschland |
| 7   | Slowakei    |
| 8   | Tschechien  |

### Finalteilnehmer
| World-Cup-of- Hockey-Sieger USA | Tony Amonte, Jim Carey, Shawn Chambers, Chris Chelios, Adam Deadmarsh, Bill Guerin, Derian Hatcher, Kevin Hatcher, Guy Hebert, Phil Housley, Brett Hull, Steve Konowalchuk, Pat LaFontaine, John LeClair, Brian Leetch, Shawn McEachern, Mike Modano, Joel Otto, Mike Richter, Brian Rolston, Mathieu Schneider, Bryan Smolinski, Gary Suter, Keith Tkachuk, Doug Weight, Scott Young Cheftrainer: Ron Wilson Assistenztrainer: John Cunniff, Paul Holmgren, Keith Allain |

| 2. Platz Kanada | Rob Blake, Rod Brind’Amour, Martin Brodeur, Paul Coffey, Sylvain Côté, Vincent Damphousse, Éric Desjardins, Theoren Fleury, Adam Foote, Adam Graves, Wayne Gretzky, Curtis Joseph, Ed Jovanovski, Claude Lemieux, Trevor Linden, Eric Lindros, Mark Messier, Scott Niedermayer, Lyle Odelein, Keith Primeau, Bill Ranford, Joe Sakic, Brendan Shanahan, Scott Stevens, Pat Verbeek, Steve Yzerman Cheftrainer: Glen Sather Assistenztrainer: Marc Crawford, Eddie Johnston, Andy Murray |

## Auszeichnungen
Als Most Valuable Player des Turniers wurde der US-amerikanische Torhüter Mike Richter ausgezeichnet. Richter, der sich den Posten mit Guy Hebert teilte und sechs der sieben Partien absolvierte, hatte in den Finalspielen maßgeblichen Anteil an den Siegen der USA. Zudem wurde er auch ins All-Star-Team berufen.
All-Star-Team
| Angriff:      | John LeClair – Mats Sundin – Brett Hull |
| Verteidigung: | Chris Chelios – Calle Johansson         |
| Tor:          | Mike Richter                            |

## Statistik

### Beste Scorer
Abkürzungen: GP = Spiele, G = Tore, A = Assists, Pts = Punkte, +/− = Plus/Minus, PIM = Strafminuten; Fett: Turnierbestwert
| Spieler         | Team     | GP | G | A | Pts | +/− | PIM |
| --------------- | -------- | -- | - | - | --- | --- | --- |
| Brett Hull      | USA      | 7  | 7 | 4 | 11  | +10 | 4   |
| John LeClair    | USA      | 7  | 6 | 4 | 10  | +9  | 6   |
| Mats Sundin     | Schweden | 4  | 4 | 3 | 7   | +5  | 4   |
| Doug Weight     | USA      | 7  | 3 | 4 | 7   | +1  | 12  |
| Wayne Gretzky   | Kanada   | 8  | 3 | 4 | 7   | +3  | 2   |
| Brian Leetch    | USA      | 7  | 0 | 7 | 7   | +10 | 4   |
| Paul Coffey     | Kanada   | 8  | 0 | 7 | 7   | +4  | 12  |
| Keith Tkachuk   | USA      | 7  | 5 | 1 | 6   | +6  | 44  |
| Theoren Fleury  | Kanada   | 8  | 4 | 2 | 6   | +2  | 8   |
| Sergei Fjodorow | Russland | 5  | 3 | 3 | 6   | +2  | 2   |

### Beste Torhüter
Abkürzungen: GP = Spiele, TOI = Eiszeit (in Minuten), GA = Gegentore, SO = Shutouts, Sv% = gehaltene Schüsse (in %), GAA = Gegentorschnitt; Fett: Turnierbestwert
| Spieler          | Team        | GP | TOI | GA | SO | Sv%  | GAA  |
| ---------------- | ----------- | -- | --- | -- | -- | ---- | ---- |
| Tommy Söderström | Schweden    | 2  | 120 | 2  | 1  | 95,2 | 1,00 |
| Tommy Salo       | Schweden    | 2  | 160 | 4  | 0  | 93,8 | 1,50 |
| Joseph Heiß      | Deutschland | 2  | 120 | 5  | 0  | 93,3 | 2,50 |
| Mike Richter     | USA         | 6  | 370 | 15 | 0  | 92,3 | 2,43 |
| Curtis Joseph    | Kanada      | 7  | 468 | 18 | 0  | 90,8 | 2,31 |